# Unic P107
Der Unic P107 (auch Unic-Kegresse) ist ein französisches Halbkettenfahrzeug aus den 1930er-Jahren, das vorwiegend als Zugmaschine zum Ziehen von Artilleriegeschützen und deren Munitionsanhänger sowie zum Transport von Pioniermaterial konzipiert wurde. Es kam ab 1940 auch im Zweiten Weltkrieg zum Einsatz.

## Geschichte
In den 1920er- und 1930er-Jahren entwickelte der französische Automobil- und Nutzfahrzeughersteller Citroën eine lange Reihe von Halbkettenfahrzeugen auf der Grundlage des Patentes von Adolphe Kégresse. Im Jahr 1934 führte das Unternehmen sein neuestes und leistungsfähigeres Modell P107 als Nachfolger des Citroën-Kégresse P17 ein. Doch bevor die Serienproduktion starten konnte, ging Citroën in Konkurs, und der neue Besitzer – der Reifenhersteller Michelin – entschied, sich auf Fahrzeuge für den zivilen Markt zu konzentrieren.
Der bekannte französische Nutzfahrzeughersteller Unic war daher in der Lage, im selben Jahr 1934 eine Lizenz für das Kégresse-Patent auf das Kettenlaufwerk zu erwerben, und übernahm die Produktion des P107 im eigenen Namen.
Dabei wurden zwei Versionen des Unic P107 für den Einsatz bei der französischen Armee gebaut:
- Eine leichte Zugmaschine für lange 75-mm- und kurze 105-mm-Artillerie-Geschütze
- Eine Transport-Version mit ebener Ladefläche für militärische Pionier-Einheiten

Vom Unic P107 wurden bis 1940 über 2000 Exemplare gebaut, die sich nach dem Ausbruch des Zweiten Weltkriegs beim französischen Militär im Dienst befanden.

## Leichter Zugkraftwagen 305 (f)
Nach dem für das Deutsche Reich siegreichen Frankreichfeldzug 1940 wurde der Unic P107 in der Wehrmacht mit der Bezeichnung l Zgkw U 304 (f) auch Leichter Zugkraftwagen 305 (f) als Beutefahrzeug übernommen und weiterverwendet. Bei der Wehrmacht war das Fahrzeug auch als Unic-Kegresse bekannt.

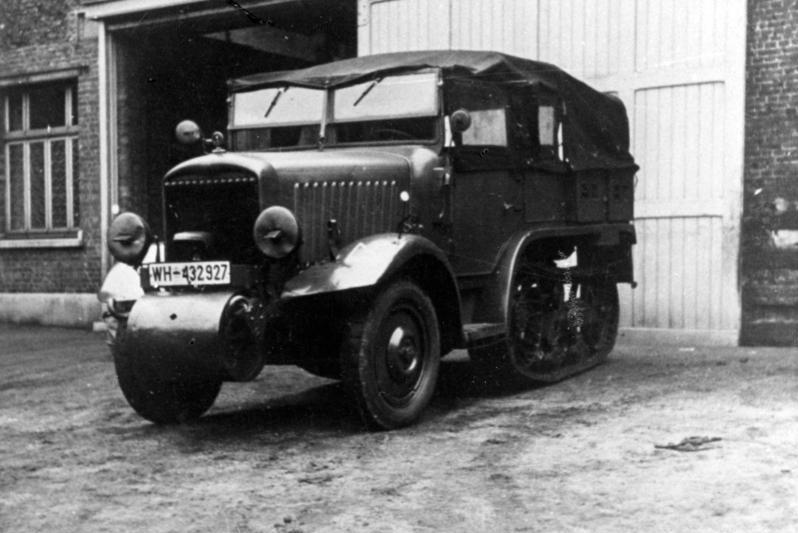
l. Zgkw. U 304 (f) erbeuteter Unic 107
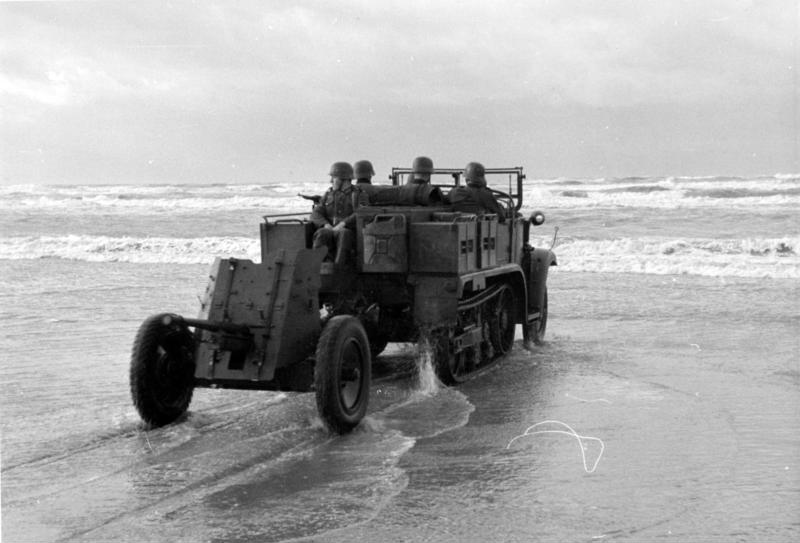
l. Zgkw. U 304 (f) Ersatz-Zugkraftwagen
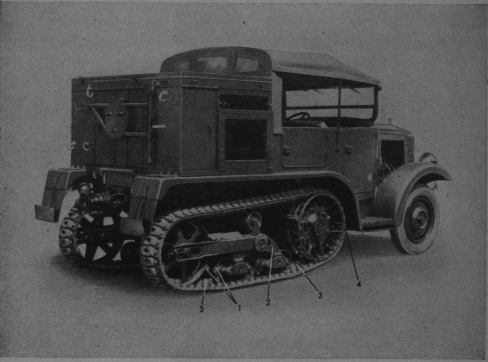
l. Zgkw. U 304 (f) aus einer Vorschrift.

## Technische Daten
- Bremsen: Hydraulische Bremsen auf das Treibrad des Kettenlaufwerks wirkend
- Federung: Blattfedern
- Gebaute Fahrzeuge: 3.276 Stück